# First Recordings! (Zoot Sims)
First Recordings! è un album di Zoot Sims, pubblicato dalla Prestige Records nel 1970.

## Tracce
Lato A
1. You Go to My Head – 3:04 (Haven Gillespie, J. Fred Coots) – Registrato il 23 aprile 1950 a Stoccolma, Svezia
2. Tickletoe – 3:07 (Lester Young) – Registrato il 23 aprile 1950 a Stoccolma, Svezia
3. All the Things You Are – 3:09 (Jerome Kern, Oscar Hammerstein II) – Registrato il 23 aprile 1950 a Stoccolma, Svezia
4. Yellow Duck – 2:58 (Gunnar Almstedt, Lars Gullin) – Registrato il 24 aprile 1950 a Stoccolma, Svezia
5. The Way You Look Tonight – 3:14 (Dorothy Firlds, Jerome Kern) – Registrato il 24 aprile 1950 a Stoccolma, Svezia
6. Dedicated to Lee – 2:44 (Lars Gullin) – Registrato il 25 agosto 1953 a Stoccolma, Svezia
7. Late Date – 2:43 (Lars Gullin) – Registrato il 25 agosto 1953 a Stoccolma, Svezia

Lato B
1. Linger Awhile (Crystals) – 3:13 (Zoot Sims) – Registrato il 16 giugno 1950 a Parigi, Francia
2. Night and Day (Take 1) – 2:58 (Cole Porter) – Registrato il 16 giugno 1950 a Parigi, Francia
3. Night and Day (Take 2) – 2:58 (Cole Porter) – Registrato il 16 giugno 1950 a Parigi, Francia
4. I Understand – 3:37 (Kim Gannon, Mabel Wayne) – Registrato il 16 giugno 1950 a Parigi, Francia
5. Don't Worry 'Bout Me – 3:07 (Ted Koehler, Rube Bloom) – Registrato il 16 giugno 1950 a Parigi, Francia
6. Slingin' Hash (Take 1) – 3:20 (Zoot Sims) – Registrato il 16 giugno 1950 a Parigi, Francia
7. Slingin' Hash (Take 2) – 3:30 (Zoot Sims) – Registrato il 16 giugno 1950 a Parigi, Francia
8. Tenorly – 2:47 (Zoot Sims) – Registrato il 16 giugno 1950 a Parigi, Francia

## Musicisti
A1, A2 e A3
- Zoot Sims - sassofono tenore
- Toots Thielemans - armonica (solo nel brano: A3)
- Jimmy Woode - pianoforte
- Simon Brehm - contrabbasso
- Jack Noren - batteria[3]

A4 e A5
- Zoot Sims - sassofono tenore
- Sixten Eriksson - tromba
- Lars Gullin - sassofono baritono
- Dick Hyman - pianoforte
- Charlie Short - contrabbasso
- Ed Shaughnessy - batteria[4]

A6 e A7
- Zoot Sims - sassofono tenore
- Lars Gullin - sassofono baritono
- Lee Konitz - sassofono alto
- Conte Candoli - tromba
- Frank Rosolino - trombone
- Don Bagley - contrabbasso
- Stan Levey - batteria[5]

B1, B2, B3, B4, B5, B6, B7 e B8
- Zoot Sims - sassofono tenore
- Gerald Wiggins - pianoforte
- Pierre Michelot - contrabbasso
- Kenny Clarke - batteria[6][7]